# 주한 니카라과 대사관
주한 니카라과 대사관(스페인어: Embajada de Nicaragua en la República de Corea)은 대한민국 서울특별시 중구 남대문로5가 120 단암빌딩 8층(2024년 당시 주소)에 위치했던 니카라과 대사관이다.

## 역사
니카라과 정부는 1962년 1월 26일에 대한민국과의 외교 관계를 수립했으나 1979년 8월에 니카라과의 사회주의 정당인 산디니스타 민족해방전선이 아나스타시오 소모사 데바일레 일가의 독재 정권을 축출시키면서 동결되었다. 그러다가 1990년 8월에 비올레타 차모로 대통령의 취임을 계기로 정상화되었다.
니카라과 정부는 1995년 6월에 대한민국 서울에 주한 니카라과 대사관을 설립했으나 1997년 5월에 재정 문제로 인하여 폐쇄했고 한동안 주일본 니카라과 대사관에서 대한민국과 관련된 외교 임무를 겸임해 왔다. 2007년 12월에는 대한민국 정부가 니카라과 마나과에 주니카라과 대한민국 대사관을 설립했고 2014년 7월에는 니카라과 정부가 대한민국 서울에 주한 니카라과 대사관을 재설립했다.
니카라과 정부는 2024년 4월 23일에 발행된 관보를 통해 세니아 루트 아르세 세페다(Zhenia Ruth Arce Zepeda)를 대한민국 주재 니카라과 대사로 임명했던 결정을 2024년 4월 17일을 기해 철회한다고 밝혔는데 아르세 세페다는 2023년 5월에 대한민국 주재 니카라과 대사로 임명되어 같은 해 10월 17일에 윤석열 당시 대한민국 대통령에게 신임장을 제정했었다. 또한 니카라과 정부는 2024년 4월 24일에 대한민국 외교부에 재정 문제를 이유로 대한민국 주재 대사관을 폐쇄하겠다고 통보했고 2024년 5월을 기해 정식 폐쇄했다. 이는 니카라과의 다니엘 오르테가 정부의 인권 침해와 민주주의 훼손에 대한 미국과 유럽 연합의 제재에 따른 경제 상황 악화, 니카라과와 반미주의 노선을 공유한다는 점 때문에 밀착 관계에 있던 조선민주주의인민공화국과의 외교 공관 상호 개설 합의 등에 따른 후속 조치로 해석되었다. 니카라과 정부는 2024년 8월에 하이메 에르미다 카스티요(Jaime Hermida Castillo) 미국 뉴욕 유엔 본부 주재 니카라과 대사를 대한민국 주재 비상주 니카라과 대사로 임명했다.

## 주요 업무
주요 업무는 대한민국 정부와의 외교 교섭과 국제 협력, 경제, 통상 교섭, 양국 문화, 학술, 체육 교류 및 협력, 외교 정책 홍보, 대한민국 거주 니카라과 국민의 보호와 지도, 문서의 공증, 국적, 호적, 여권 및 사증 업무 등이었다. 주한 니카라과 대사관에서는 폐쇄 이전까지 싱가포르, 오스트레일리아, 뉴질랜드와 관련된 외교 임무를 겸임했다.

## 같이 보기
- 니카라과-대한민국 관계
- 주니카라과 대한민국 대사관
- 니카라과의 재외공관 목록
- 대한민국 주재 외국공관 목록